# Луньов Сергій Омелянович
Сергій Омелянович Луньо́в (нар. 4 листопада 1909, Кекине — пом. 7 лютого 1978, Харків) — український радянський графік; член Харківської організації Спілки художників України з 1958 року.

## Біографія
Народився 22 жовтня [4 листопада] 1909 року в селі Кекиному (тепер Сумський район Сумської області, Україна). Впродовж 1927–1928 років відвідував художню студію при Сумському художньо-історичному музеї, яку очолював Никанор Онацький; у 1928—1932 роках навчався у Харківському художньому технікумі (викладачі Олексій Кокель, В. Рифтін). Одночасно з навчанням у 1930—1933 роках співпрацював з харківською газетою «На зміну», а впродовж 1931–1933 років був художником дитячого сектору видавництва «Комуніст»
Впродовж 1934–1956 років — художник політвідділу прикордонного училища. Брав участь у німецько-радянській війні. Нагороджений орденом Червоної Зірки, медаллю «За перемогу над Німеччиною». Член ВКП(б) з 1946 року.
Жив у Харкові, в будинку на вулиці Сумській № 5, квартира 5. Помер у Харкові 7 лютого 1978 року.

## Творчість
Працював у галузі станкової графіки. Створював переважно акварельні пейзажі Сумщини, Південної і Північної України, Кавказу, натюрморти і портрети сучасників, гравюри, офорти, рисунки. Серед робіт:
- «Ранок у Гурзуфі» (1952);
- «Проліски» (19618);
- «Натюрморт із глеком» (1963);
- «Натюрморт з яблуками» (1964);
- «Місто. Відлига» (1964);
- «Незабаром весна» (1964);
- «Студентка. За книгою» (1965);
- «Яблука на білій скатертині» (1967);
- «На Сумщині» (1968);
- «Хмарний день. На рибалку» (1968);
- «Сільський пейзаж» (1970);

серії
- «У Середній Азії» (1943—1945);
- «На Кавказі» (1950);
- «Індустріальні мотиви» (1952—1953);
- «По рєпінських місцях» (1956—1957);
- «Індустріальний Донбас» (1957);
- «Лани України» (1965—1977);
- «Місто взимку» (1960);
- «По Єнісею» (1966);
- «Вікна» (1969);
- «Югославські мотиви» (1972);
- «Цирк» (1973—1977);
- «Пам'яті Пабло Пікассо» (1973—1977);
- «Завоювання космосу» (1976).

Брав участь в обласних, республіканських, всесоюзних і зарубіжних мистецьких виставках з 1938 року. Персональні виставки відбулися у Харкові у 1960, 1962, 1965, 1969 та 1975—1976 роках, посмертні — у 1989, 1999—2000, 2009 роках; Києві у 1965 році, посмертна у 1996 році, Сумах у 1966 році, Москві у 1973 році, Берліні посмертна у 1995 році.
Окремі твори зберігаються у Харківському художньому музеї.